# Šibuja
Šibuja (japonsko 渋谷区, latinizirano: Shibuya-ku) je posebno okrožje v Tokiu na Japonskem. Kot glavno komercialno in finančno središče sta v njem dve najbolj obremenjeni železniški postaji na svetu, postaja Šindžuku (južna polovica) in postaja Šibuja.
Od 1. aprila 2022 ima ocenjeno prebivalstvo 228.906 in gostoto prebivalstva 15.149,30 ljudi na km². Skupna površina je 15,11 km².
Ime Šibuja se uporablja tudi za nakupovalno četrt, ki obdaja postajo Šibuja. To območje je znano kot eno od središč mode na Japonskem, zlasti za mlade, in kot glavno območje nočnega življenja.

## Zgodovina

### Heian do obdobja Edo
Šibuja je bila zgodovinsko mesto gradu, v katerem je družina Šibuja prebivala od 11. stoletja do obdobja Edo. Po odprtju linije Jamanote leta 1885 je Šibuja začela nastajati kot železniški terminal za jugozahodni Tokio in sčasoma kot glavno trgovsko in zabaviščno središče.

### Meidži do obdobja Šova
Vas Šibuja je bila ustanovljena leta 1889 z združitvijo vasi Kami-Šibuja, Naka-Šibuja in Šimo-Šibuja v okrožju Minami-Tošima (okrožje Tojotama od leta 1896). Vas je pokrivala ozemlje današnjega območja postaje Šibuja ter območja Hiroo, Daikanjama, Aojama in Ebisu. Šibuja je postalo mesto leta 1909. Mesto Šibuja se je združilo s sosednjima mestoma Sendagaja (ki je vključevalo moderna območja Sendagaja, Haradžuku in Džingumae) in Jojohata (ki je vključevalo moderni območji Jojogi in Hatagaja), da je nastalo predmestno okrožje Šibuja-ku. Leta 1932 je bilo vključeno v Tokio mesto. Šibuja je leta 1947 v skladu z Zakonom o lokalni avtonomiji postalo posebno mestno območje.
Proga Tokju Tojoko je bila odprta leta 1932, s čimer je Šibuja postalo ključni terminal med Tokiom in Jokohamo, pridružila pa sta se ji predhodnik proge Keio Inokašira leta 1933 in predhodnik tokijske metro linije Ginza leta 1938. Ena najbolj znanih zgodb v zvezi s Šibujo je zgodba o Hačikōju, psu, ki je od leta 1923 do 1935 vsak dan čakal na svojega pokojnega gospodarja na postaji Šibuja in sčasoma zaradi svoje zvestobe postal nacionalna maskota. Ob postaji je bil zgrajen kip Hačikō, okoliški trg Hačikō pa je zdaj najbolj priljubljeno zbirališče na tem območju.

### Povojno obdobje Šova
Med okupacijo Japonske je bil park Jojogi uporabljen kot stanovanjski kompleks za ameriško osebje, znan kot »Washington Heights«. Ameriška vojska je zapustila leta 1964 in velik del parka so preuredili v prizorišča za poletne olimpijske igre leta 1964. Sam oddelek je služil kot del atletske hoje na 50 km in maratona med igrami leta 1964.
Šibuja je med mladimi doseglo veliko popularnost od poznih 70. let. Tu je več znanih modnih veleblagovnic. Šibuja 109 je veliko nakupovalno središče v bližini postaje Šibuja, še posebej znano kot izvor subkulture kogal. Imenuje se »Iči-Maru-kjū«, kar v japonščini pomeni 1–0–9, ime pa je pravzaprav besedna igra na ime korporacije, ki jo ima v lasti – Tōkjū (kar v japonščini zveni kot 10–9; to je številčna zamenjava, oblika besedne igre goroavase). Sodobna modna scena se razteza proti severu od postaje Šibuja do Haradžuku, kjer kraljuje mladinska kultura; Omotesandō, ulica zelkova, obdana z drevesi in modnimi znamkami; in Sendagaja, tokijska četrt za oblikovanje oblačil.

### Obdobje Heisei
Leta 1985 je Teamer ustvaril novo kulturo v Šibuja. Sredi 1990-ih je postalo mesto znano tudi kot središče IT industrije na Japonskem. V angleščini so ga pogosto imenovali »Bit Valley«, besedna igra na »Bitter Valley«, dobesedni prevod "Šibuja", kot tudi na bit, računalniški izraz za binarne številke.
Šibuja Stream, nebotičnik in trgovski kompleks, je bil dokončan leta 2018.

### Obdobje Reiva
Vzhodno krilo mešano rabljenega nebotičnika Šibuja Scramble Square je bilo dokončano avgusta 2019. Novi prehod Šibuja Fukuras je bil dokončan oktobra 2019.

#### Napad z vozilom na novoletni dan 2019
V zgodnjem jutru 1. januarja 2019 je 21-letni moški po imenu Kazuhiro Kusakabe s svojim miniavtom zapeljal v množico pešcev, ki so praznovali novo leto na ulici Takešita. Moški je trdil, da so njegova dejanja teroristični napad, kasneje pa je izjavil, da se namerava maščevati proti uporabi smrtne kazni za člane kulta sodnega dne Aum Šinrikjo. Moški je poskušal pobegniti, vendar so ga oblasti kmalu prijele v bližnjem parku.
Park Mijašita je bil julija 2020 ponovno odprt kot nakupovalni kompleks s parkom na strehi.

## Geografija
Šibuja vključuje številna znana komercialna in stanovanjska okrožja, kot so Daikanjama, Ebisu, Haradžuku, Hiroo, Hikaši, Omotesandō, Sendagaja in Jojogi.

## Znamenitosti
Šibuja je znano mesto križišča, imenovanega Šibuja Crossing. Je pred izhodom postaje Šibuja Hačikō in ustavlja vozila v vseh smereh, tako da lahko pešci preplavijo celotno križišče. Prehod Šibuja je »najbolj obremenjen prehod za pešce na svetu« z več kot 3000 ljudmi naenkrat. Kip psa Hačikōja med postajo in križiščem je pogosto zbirališče in skoraj vedno polno ljudi.
Na jugozahodni strani postaje Šibuja je še eno priljubljeno zbirališče s kipom, imenovanim »Mojai«. Kip je podoben kipu Moai, mestu pa so ga leta 1980 podarili prebivalci otoka Nidžima.

### Zelena območja
- Svetišče Meidži, šintoistično svetišče, posvečeno dušam cesarja Meidžija in cesarice Šōken, obdano s 700.000 kvadratnih metrov velikim gozdom.
- Šindžuku Gjo-en (Sendagaja), nekdanji cesarski vrtovi, ki so zdaj odprti za javnost kot park.
- Park Jojogi, nekoč baza za usposabljanje japonske cesarske vojske, kasneje stanovanjsko območje Washington Heights med okupacijo Japonske, nato prenočišče za tekmovalce na olimpijskih igrah v Tokiu.

### Stavbe
- Šibuja 109, priljubljeno in trendovsko mesto za nakupovanje večinoma Japonk oziroma mladih žensk.
- Univerza Združenih narodov
- Bunkamura, kompleks gledališke in koncertne dvorane
- Cerulean Tower, najvišja stavba na območju postaje Šibuja
- Jebisu Garden Place (Ebisu), kraj nekdanje pivovarne Sapporo, kjer so zdaj restavracije in trgovine ter hotel Westin
- Narodno gledališče Noh (Sendagaya)
- Novo narodno gledališče (Hatsudai), prizorišče opernih, baletnih in drugih predstav
- NHK Broadcasting Center, sedež radijskega, televizijskega in satelitskega oddajnega sistema NHK
- NTT Docomo Yoyogi Building, četrta najvišja stavba v Tokiu, oblikovana po Empire State Buildingu
- Omotesandō Hills, nakupovalno središče, dokončano leta 2006
- Šibuja Fukuras
- Šibuja Hikarie
- Šibuja Scramble Square
- južna terasa Šindžuku (Sendagaja)
- Takašimaja Times Square (Sendagaja), ena največjih veleblagovnic na Japonskem
- Tokyo Metropolitan Gymnasium (Sendagaja), velik kompleks notranjih aren
- Tokijska baptistična cerkev
- Tokyo Camii, največja mošeja na Japonskem
- Jojogi nacionalna gimnazija, ki ga je za olimpijske igre leta 1964 zasnoval Kenzo Tange.

## Gospodarstvo
Več podjetij ima sedež v mestu Šibuja:
Calpis, Casio, Mixi, Niwango, Nihon Dempa Kogyo in Tokyu Corporation imajo sedež v okrožju. East Japan Railway Company ima sedež v Jojogi, 81 Produce ima sedež v Tomigaja.

## Diplomatska predstavništva
Več držav ima svoja veleposlaništva v Šibuji:
- Bolgarija
- Republika Kongo
- Slonokoščena obala
- Hrvaška
- Češka
- Danska
- Estonija
- Gvineja
- Irak
- Jordanija
- Latvija
- Libija
- Malezija
- Mongolija
- Nova Zelandija
- Oman
- Peru
- Turčija
- Združeni arabski emirati
- Uganda
- Vietnam

## Galerija
- Šibuja crossing
- Pogled z razgledne ploščadi Sky View
- Šibuja crossing ponoči
- Ulice Šibuja ponoči
- The Iceberg, stavba v Šibuju
- NTT Docomo Yoyogi Building